# 嘉元
嘉元（1303年八月五日至1306年十二月十四日）是日本的年號之一。這個時代的天皇是後二條天皇，由後宇多上皇實施院政。鎌倉幕府征夷大將軍為久明親王、執權為北條師時。

## 改元
- 乾元二年八月五日（1303年9月16日）改元嘉元
- 嘉元四年十二月十四日（1307年1月18日）改元德治

## 出處
《藝文類聚天部上·星》引晉傅玄賀老人星表曰：「老人星見，體色光明，嘉占元吉，弘無量之祐，隆克昌之祚，普天同慶。」

## 紀年、西曆、干支對照表
| 嘉元       | 元年   | 二年   | 三年   | 四年   |
| 儒略曆日期 | 1303年 | 1304年 | 1305年 | 1306年 |
| 干支       | 癸卯   | 甲辰   | 乙巳   | 丙午   |